# ドープ・スターズ・インク
ドープ・スターズ・インク（Dope Stars Inc.）は、2003年にイタリア・ローマで結成されたイタリアのゴシックメタル/エレクトロ/インダストリアル・メタル/サイバーパンク/ロック・バンド。

## 略歴
2005年-2007年、映画『ソウ2』『ソウ3』『ソウ4』のサウンドトラックに楽曲を提供。
2006年、ヨーロッパのオルタナティヴ・ミュージック・フェスティバル「M'era Luna Festival」に出演。
2010年11月19日、ロシアのモスクワで公演。同年12月12日、東京・渋谷にて初来日公演。
2011年5月30日、4枚目のアルバム『Ultrawired』をレーベルを通さずにバンド公式ウェブサイトにてリリース。収録トラックすべてが無料ダウンロード可能となっている。それに伴い、サード・アルバムを除く過去にリリースされたアルバムのすべてのトラックも無料ダウンロード可能となった。

## メンバー
- ヴィクター・ラヴ (Victor Love) – ボーカル、ギター、キーボード、プログラミング (2003年– )
- ダリン・イヴォンデ (Darin Yevonde) – ベース (2003年– )
- ファブリス・ラ・ニュイ (Fabrice La Nuit) – ギター (2006年– )
- アッシュ・レクシー (Ash Rexy) – キーボード (2006年– )
- アンドレアス・デロリアン (Andreas DeLorean) – ドラム (2014年– )

### 旧メンバー
- アレックス・ヴェガ (Alex Vega) – ギター (2005年、2007年)
- グレイス・ホールド (Grace Khold) – キーボード (2003年–2007年)
- ブライアン・ウルフラム (Brian Wolfram) – ギター (2003年–2005年)
- マーク・マッドハニー (Mark Mad'Honey) – ドラム (2009年–2013年)

## ディスコグラフィ

### アルバム
- Neuromance (2005年)
- Gigahearts (2006年)
- 『21ST CENTURY SLAVE』 - 21st Century Slave (2009年) ※ジャケットには「世紀の奴隷」という日本語がデザインされている
- Ultrawired (2011年)
- TeraPunk (2015年)
- ://Decrypted_Files (2016年)

### EP
- 10,000 Watts of Artificial Pleasures (2003年)
- Make a Star (2006年)
- 『CRIMINAL INTENTS / MORNING STAR 日本限定盤』 - Criminal Intents/Morning Star (2009年)

### シングル
- "I'm Overdriven" (2004年)
- "It's Today" (2010年)
- "Banksters" (2010年)